# Gand-Wevelgem 2009
La 71e édition de la course cycliste Gand-Wevelgem, inscrite au calendrier de l'UCI ProTour, a eu lieu le 8 avril 2009. Le Norvégien Edvald Boasson Hagen (Team Columbia) s'est imposé.

## Parcours
Le parcours de cette édition est long de 203 km. Le départ est donné à Deinze. La course se dirige vers l'ouest jusqu'à Dixmude, en passant par Tielt. Elle se dirige ensuite vers le nord pour passer par Nieuport et Coxyde, puis revient vers le sud à partir de Furnes. Le parcours contourne Poperinge par l'ouest et arrive dans les monts des Flandres. Une boucle de 23 km permet d'emprunter à deux reprises le Monteberg et le mont Kemmel. Les 36 km restant après la deuxième ascension du mont Kemmel emmènent les coureurs à Wevelgem en passant par Menin.

## Déroulement de l'épreuve

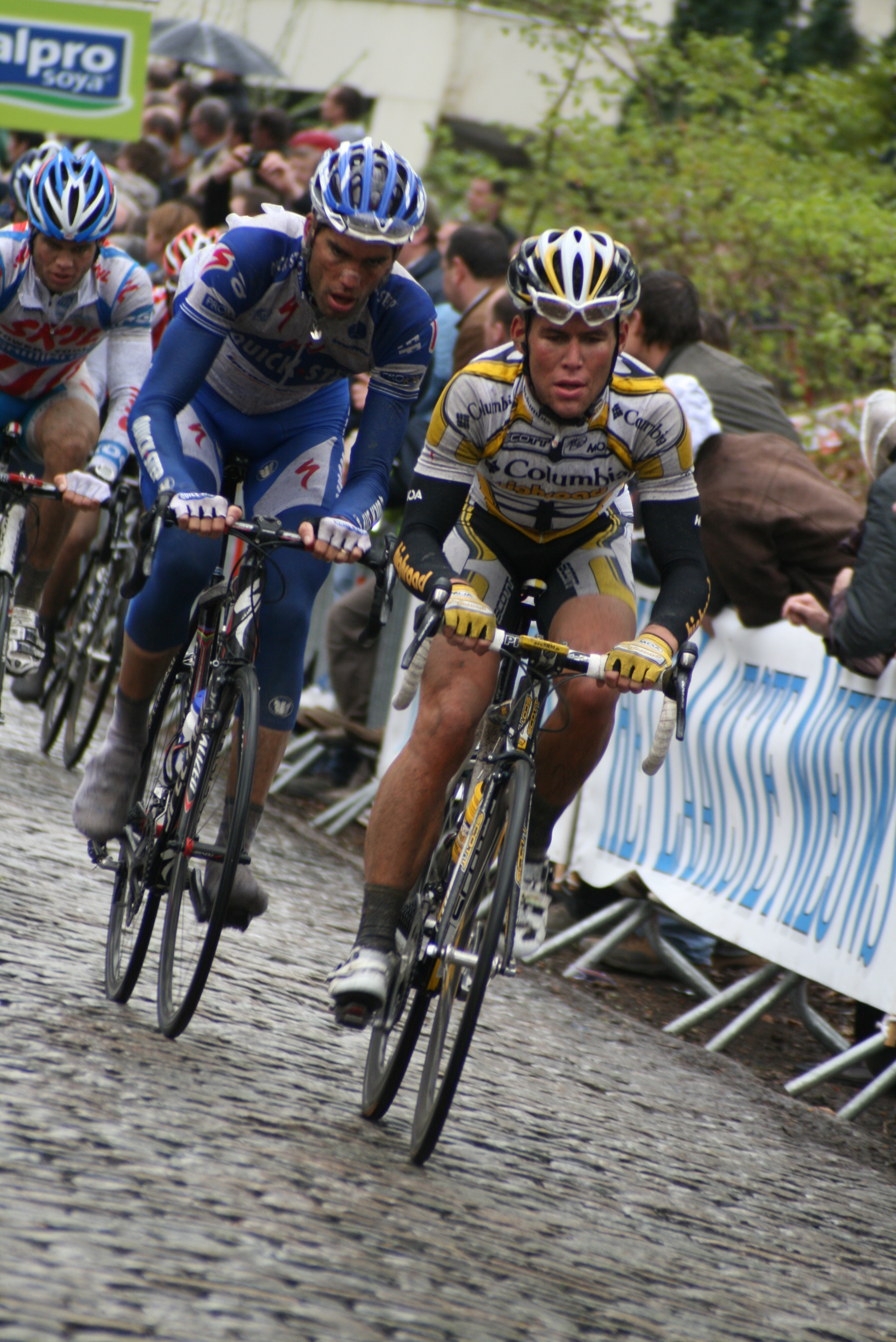
Mark Cavendish, en tête du peloton, durant l'asciension du mont Kemmel

Au départ à Deinze, le temps est venteux et pluvieux. Les conditions météorologiques resteront identiques durant toute la course.
Mark Cavendish est victime d'une crevaison après 7 km de course. Il revient rapidement dans le peloton mais manque la formation d'un groupe de tête composé d'une quarantaine de coureurs, qui se détache 3 km plus loin. Ce groupe comprend les coureurs suivants : Graeme Brown, Mathew Hayman, Tom Leezer, Bram Tankink (Rabobank), Tom Boonen (Quick Step), Michiel Elijzen (Silence-Lotto), Assan Bazayev (Astana), Saïd Haddou, Steve Chainel (BBox Bouygues Telecom), Marlon Pérez, Nicolas Portal (Caisse d'Épargne), Koldo Fernández (Euskaltel-Euskadi), Yauheni Hutarovich (La Française des jeux), Christopher Sutton, Bradley Wiggins (Garmin Chipotle), Murilo Fischer, Aliaksandr Kuschynski, Manuel Quinziato (Liquigas), Marcus Burghardt, Bernhard Eisel, George Hincapie, Edvald Boasson Hagen (Team Columbia-Highroad), Robbie McEwen, Danilo Napolitano (Team Katusha), Servais Knaven (Team Milram), Fabian Cancellara, Matthew Goss, Matti Breschel (Team Saxo Bank), Heinrich Haussler, Jeremy Hunt, Andreas Klier, Brett Lancaster, Daniel Lloyd, Gabriel Rasch, Hayden Roulston (Cervélo TestTeam), Kenny van Hummel, Cyril Lemoine (Skil-Shimano), Klaas Lodewyck (Topsport Vlaanderen-Mercator). Plusieurs favoris sont distancés par ce groupe : Tom Boonen et Fabian Cancellara, à la suite de crevaisons, Heinrich Haussler sur chute. Graeme Brown chute également et est transporté à l'hôpital de Furnes, souffrant au genou.
Les poursuivants parviennent à réduire leur retard à 20 secondes, avant que le groupe de tête n'accroisse de nouveau l'écart, jusqu'à 4 minutes au Monteberg (km 137). L'avance est de 3 minutes et 30 secondes lors de la première ascension du mont Kemmel. Après la descente du mont Kemmel, le vent scinde le groupe de tête. Le deuxième groupe, emmené par cinq coureurs de Cervélo, est à 40 secondes au deuxième passage au Monteberg.

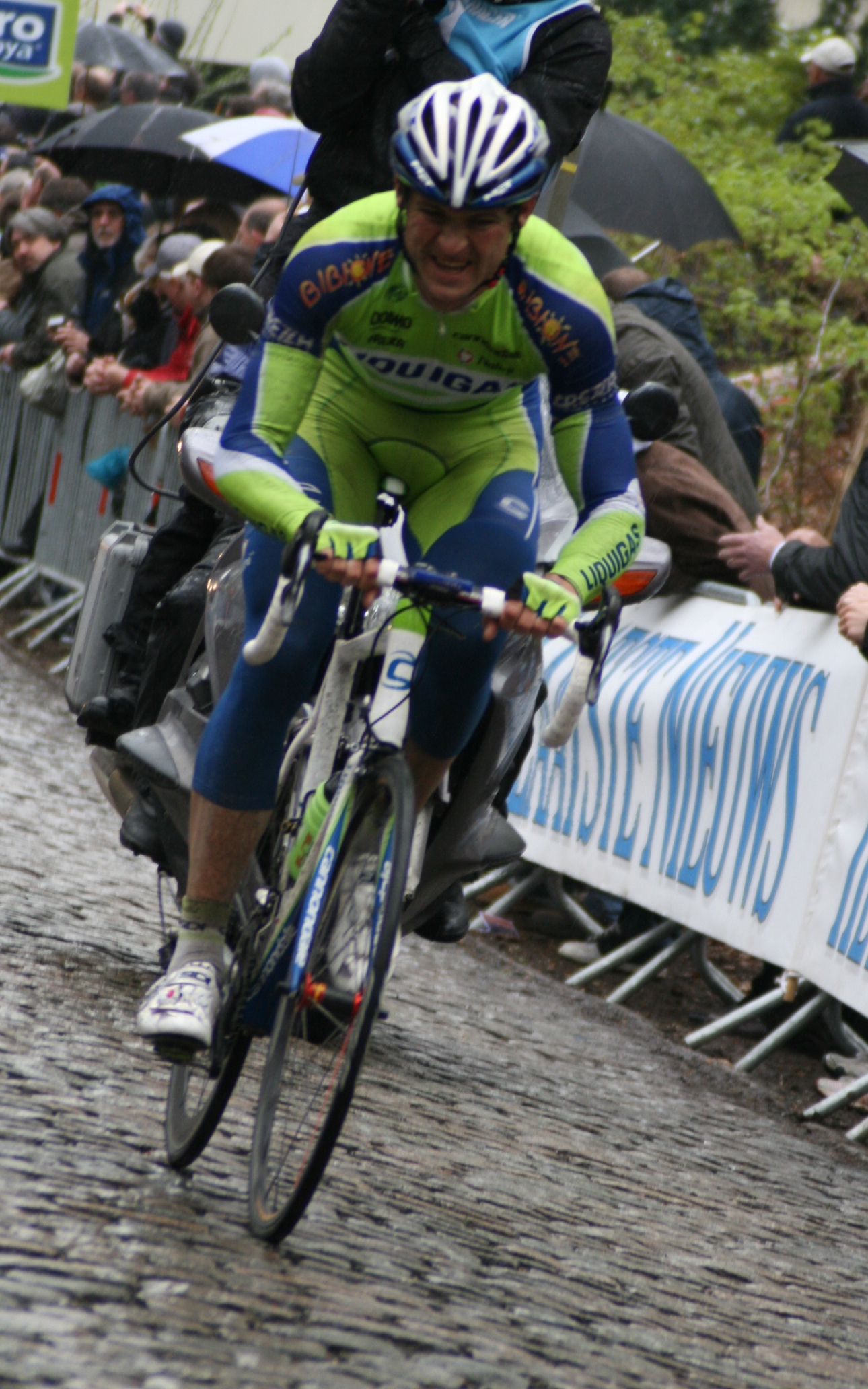
Aliaksandr Kuschynski, échappé dans l'ascension du mont Kemmel

À l'approche de la deuxième ascension du mont Kemmel, Aliaksandr Kuchynski attaque. Il est rejoint après la descente par Edvald Boasson Hagen. Ce duo accroît son avance jusqu'à 1 minute et 18 secondes à 15 km. Mathew Hayman, Matthew Goss et Andreas Klier, partis à leur poursuite, se rapprochent mais ne parviennent pas à les rattraper.
À 300 m de l'arrivée, Boasson Hagen lance le sprint et devance Kuschyski sur la ligne. Goss, Hayman et Klier suivent à près d'une minute. Arrivent ensuite Koldo Fernandez, puis un groupe de 17 coureurs. Le peloton arrive avec 11 minutes et 34 secondes de retard. 99 des 186 coureurs au départ ont abandonné.

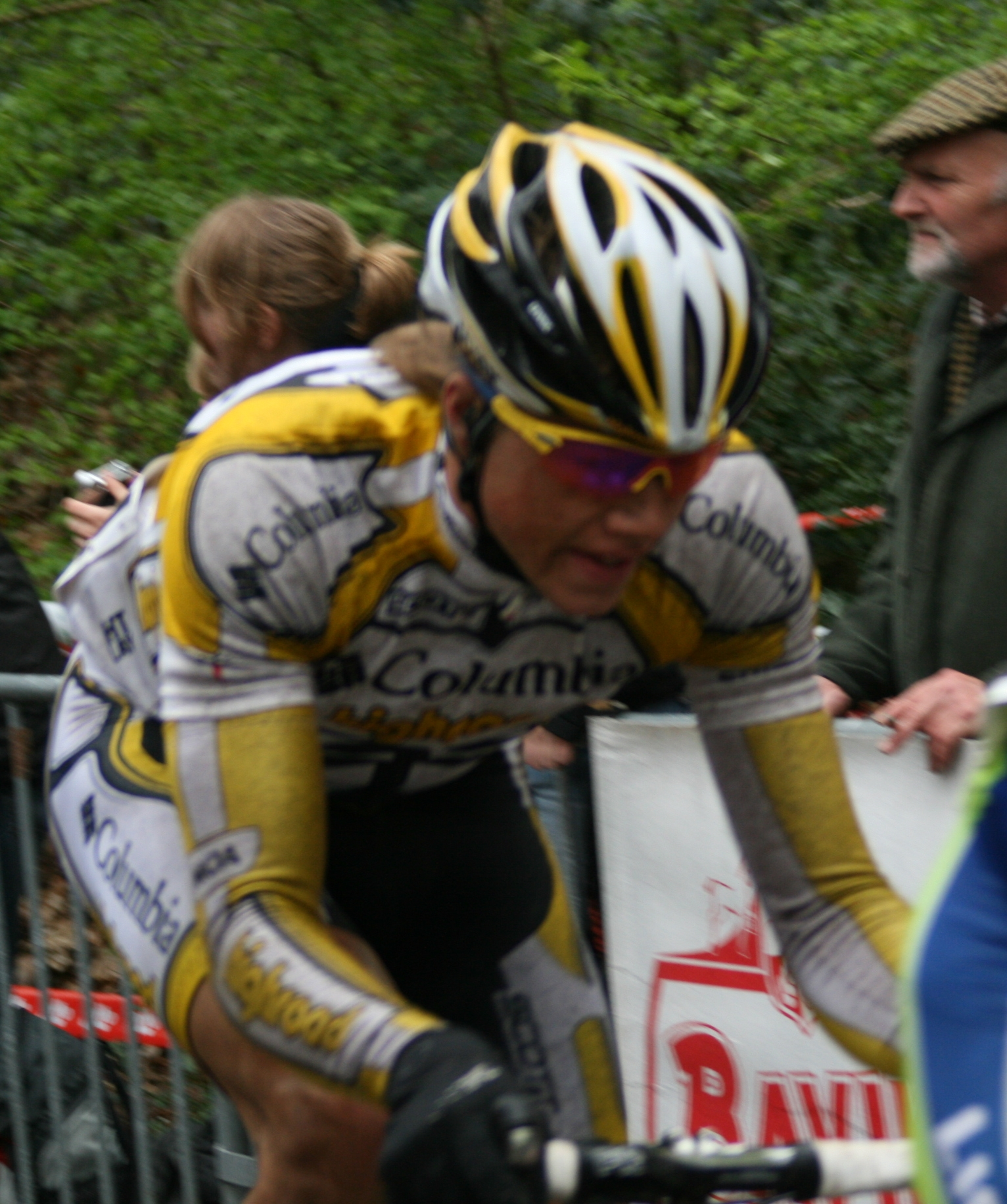
Edvald Boasson Hagen, lors du deuxième passage au mont Kemmel

Il s'agit de la première victoire d'Edvald Boasson Hagen en 2009, la 36e depuis ses débuts professionnels et la plus grande jusqu'alors selon lui. À 21 ans, il est le sixième coureur le plus jeune à remporter Gand-Wevelgem.

## Classement de l'épreuve
|    | Cycliste              | Pays        | Équipe            | Temps              | Points UCI |
| -- | --------------------- | ----------- | ----------------- | ------------------ | ---------- |
| 1  | Edvald Boasson Hagen  | Norvège     | Team Columbia     | en 5 h 00 min 31 s | 80         |
| 2  | Aliaksandr Kuschynski | Biélorussie | Liquigas          | + 3 s              | 60         |
| 3  | Matthew Goss          | Australie   | Team Saxo Bank    | + 52 s             | 50         |
| 4  | Mathew Hayman         | Australie   | Rabobank          | m.t                | 40         |
| 5  | Andreas Klier         | Allemagne   | Cervélo TestTeam  | + 55 s             | 30         |
| 6  | Koldo Fernández       | Espagne     | Euskaltel-Euskadi | + 1 min 47 s       | 22         |
| 7  | Marcus Burghardt      | Allemagne   | Team Columbia     | + 2 min 12 s       | 14         |
| 8  | Tom Leezer            | Pays-Bas    | Rabobank          | m.t.               | 10         |
| 9  | Manuel Quinziato      | Italie      | Liquigas          | m.t.               | 6          |
| 10 | Jeremy Hunt           | Royaume-Uni | Cervélo TestTeam  | m.t.               | 2          |